# Подлесновский район
Подлесновский район — административно-территориальная единица, существовавшая в РСФСР в 1941—1959 годах.
Административный центр — село Подлесное.

## История
После издания Указа Президиума Верховного Совета СССР от 28 августа 1941 года «О переселении немцев, проживающих в районах Поволжья» Указом Президиума Верховного Совета СССР от 7 сентября 1941 года «Об административном устройстве территории бывшей республики немцев Поволжья» Унтервальденский кантон бывшей АССР Немцев Поволжья был включён в состав Саратовской области как Унтервальденский район.

Указом Президиума Верховного Совета РСФСР от 19 мая 1942 года «О переименовании некоторых районов и городов Саратовской области» Унтервальденский район был переименован в Подлесновский район.
Указом Президиума Верховного Совета РСФСР от 10 июня 1959 года «Об упразднении некоторых районов и объединении некоторых городских и районных Советов Саратовской области» был упразднен Подлесновский район и все его сельские советы переданы в состав Марксовского района Саратовской области.

## Административно-территориальное деление
Сельские советы Подлесновского района Саратовской области по состоянию на:
| 1 ноября 1942 года     | 1 июля 1945 года       | 9 августа 1958 года   |
| ---------------------- | ---------------------- | --------------------- |
| 1. Баскатовский        | 1. Баскатовский        | 1. Баскатовский       |
| 2. Васильевский        | 2. Васильевский        | 2. Васильевский       |
| 3. Волковский          | 3. Волковский          | 3. Воротаевский       |
| 4. Воротаевский        | 4. Воротаевский        | 4. Михайловский       |
| 5. Георгиевский        | 5. Георгиевский        | 5. Ново-Полеводинский |
| 6. Золотовский         | 6. Золотовский         | 6. Подлесновский      |
| 7. Зоркинский          | 7. Зоркинский          | 7. Фурмановский       |
| 8. Кировский           | 8. Кировский           |                       |
| 9. Михайловский        | 9. Михайловский        |                       |
| 10. Ново-Полеводинский | 10. Ново-Полеводинский |                       |
| 11. Панинский          | 11. Панинский          |                       |
| 12. Подлесновский      | 12. Подлесновский      |                       |
| 13. Рязановский        | 13. Рязановский        |                       |
| 14. Сосновский         | 14. Сосновский         |                       |
| 15. Фурмановский       | 15. Фурмановский       |                       |
| 16. Щербаковский       | 16. Ястребовский       |                       |
| 17. Ястребовский       |                        |                       |